# Reserva Natural de Lasila
A Reserva Natural de Lasila é uma reserva natural localizada no condado de Lääne-Viru, na Estónia.
A área da reserva natural é de 315 hectares.
A área protegida foi fundada em 2005 com base na Área Protegida de Lasila (em estoniano:  Lasila hoiuala).